# Зафир Премчевић
Зафир Премчевић (1872—1937), српски четнички војвода у Старој Србији за време борби за Македонију почетком 20. века.

## Биографија
Родио се у селу Љупште у Поречу.
Марта 1904. организовао је прву српску чету у Поречу коју је убрзо предао под команду Мицка Крстића. За време Мицкових борби био је његов заменик. Након Мицковог одласка у Србију Зафир постаје војвода чете задужене за гоњење албанских качака. Четује све до 1908. као војвода, када четовање у Турској престаје.
Учествовао је у Кумановској бици у одреду Војводе Вука.
Четујући и ратујући за цело време својих најбољих година, војвода Зафир је био спречен да привреди нешто за старе дане, тако да га је свршетак последњег рата затекао као пуког сиромаха. Да би исхранио себе и породицу, он је без роптања, војводску пушку заменио пастирском палицом и примио се да чува сеоску стоку за скромну награду. И добро му је ишло неколико година. Навикао на сиротињски живот, био је задовољан. Али на његову велику несрећу, заболе га очи и то тако опасно, да после кратког времена готово ослепи. Као такав, наравно није могао да врши пастирске дужности, а тиме је изгубио ону суву кору хлеба, коју је дотле јео. За њега наступише црни дани. Живео је од милости добрих људи, сматрајући, чак и у таквом стању, за непоштено да ма шта тражи од државе за свој дугогодишњи рад. Кад се за ову његову судбину сазнало где треба, он је одмах доведен у Београд и подвргнут операцији очију у клиници једног одличног специјалисте нашег. Операција је успела. Војвода Зафир је поново могао да гледа, истина слабо, али ипак довољно да може да распознаје крупније предмете. Том приликом, одмах по изласку од лекара, војвода Зафир је, у пратњи једног свог пријатеља Београђанина, пошао да разгледа нови Београд. Идући тако од палате до палате и мучећи се да сагледа њихове димензије, он се заустави на раскрсници улица: Немањине и Милоша Великог и поче посматрати нове зграде: Главног Генералштаба, Министарства финансија и Министарства пољопривреде. После неколико минута, нагло се окрете свом пријатељу и упревши у њега мутно-крваве очи, са којих је малопре скинута бела скрама, уз подрхтавање у гласу, узбуђено проговори: "Бре, бре, убав Београд. Имало зашто да се тепамо. Просто нека је." Дивно беше видети га у том тренутку. Ове речи као да га препородише. Његов погурени стас исправи се. Стиснуте суве усне задрхташе, да би се одмах потом развукле у задовољан осмех. Лице му се озари срећом, а давно угашене очи још једном заблисташе старим огњем, да би из њих кануло неколико крвавих суза. Његов пријатељ, збуњен овим новим, највећим хероизмом старога војводе, достојним само јунака старе Спарте и Рима, не знаде проговорити ни једну реч, већ му притрча и, пре него што слепи војвода успе да тргне своју смежурану бескрвну руку, спусти на њу један дуг пољубац. Заиста, бити у тако бедном стању, а дивити се лепоти и напретку престонице у којој многи ратни забушант проводи најлуксузнији живот, може само библијски честит и у истини велики човек. А војвода Зафир је овим доказао да је имао све особине таквог човека.
Умро је 1937. године.